# Permineralización

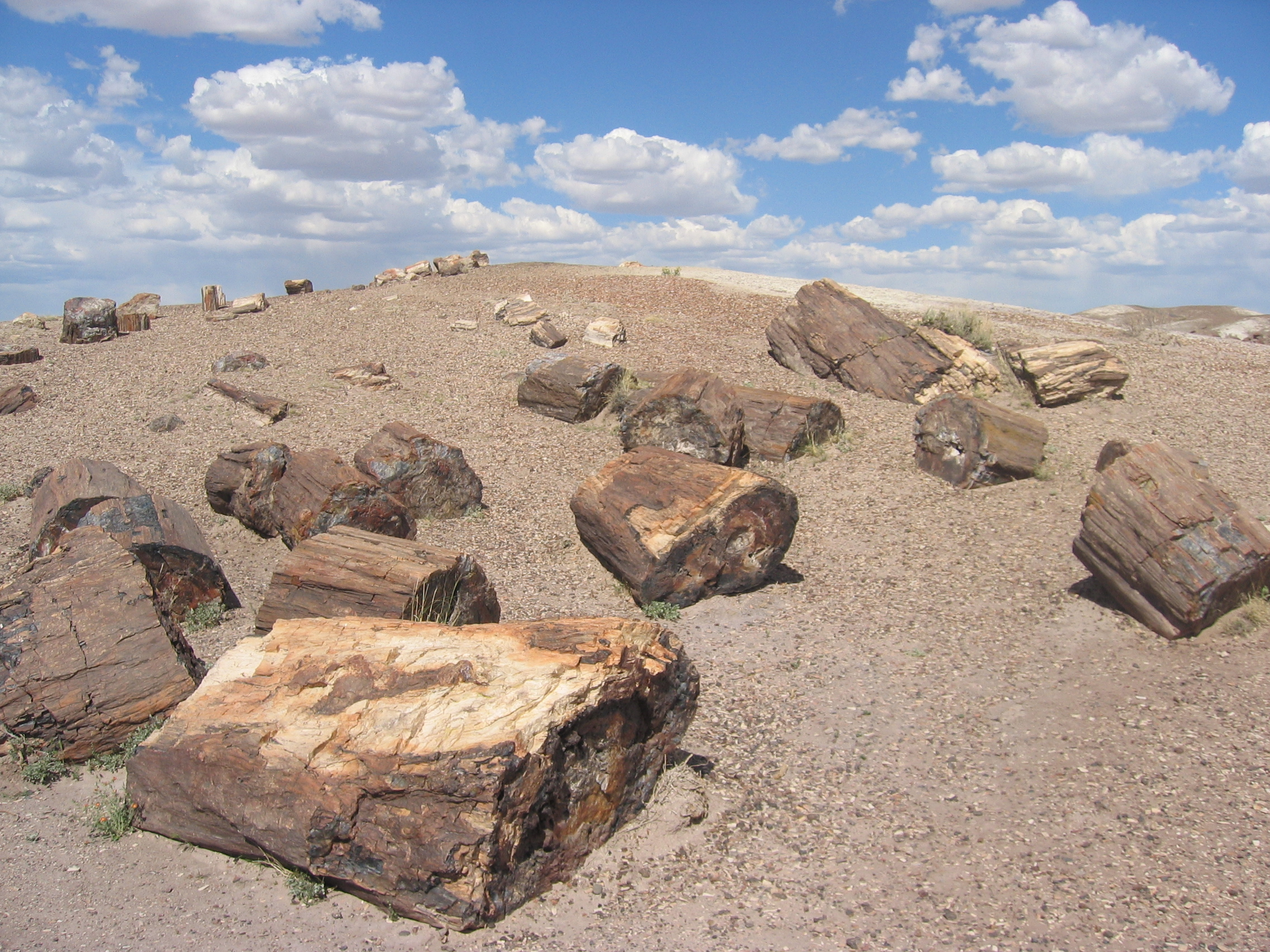
Los troncos fósiles del Parque nacional del Bosque Petrificado se han conservado por procesos de permineralización silícea.

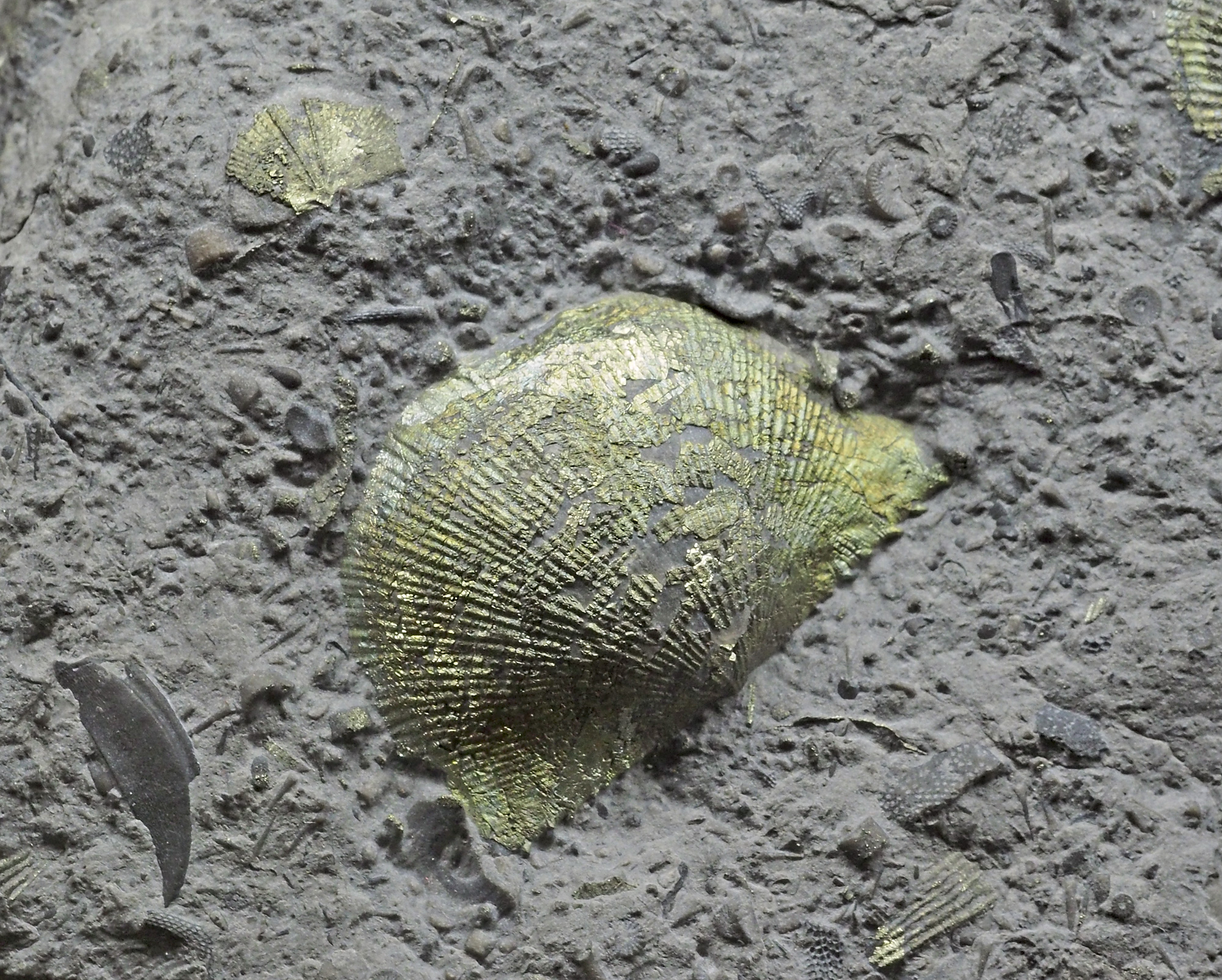
Devonochetes sp., un braquiópodo devónico permineralizado de calcita y, externamente, de pirita. Museo Geominero (Madrid)

Se denomina permineralización al proceso tafonómico de fosilización consistente en la precipitación de minerales en los poros y oquedades de huesos, conchas o tejidos vegetales. Los minerales que precipitan pueden ser sulfatos, sulfuros, silicatos, óxidos de hierro, fosfatos y carbonatos.
La permineralización suele ser el proceso por el que fosilizan los tejidos celulares más delicados. Es relativamente frecuente la silicificación (sílex) de tejidos vegetales y más raramente de tejidos animales.
La fosfatización (apatito) es característica de sedimentos marinos y la «piritización» (sulfuros de hierro como pirita o marcasita) lo es de sedimentos marinos de carácter reductor.